# Beït-Keshet
Beït-Keshet (בית קשת) est un kibboutz d'Israël en Basse Galilée, à 2 km de la route reliant Kfar Tabor à Ilania.
Il est à 105 km de Jérusalem, 90 km de Tel Aviv, 37 km de Haifa et 171 km de Beer Sheva.

## Étymologie
Le nom du kibboutz, Maison de la flèche, se réfère au paragraphe biblique du deuxième livre de Samuel (1).

## Fondation
Il a été fondé en 1944 par des membres du Palmach.

## Événements de1948
Lors de la Guerre d'Indépendance, les membres de Beït-Keshet participent à de nombreux combats, et perdent plusieurs des leurs.
Le 16 mars 1948, ils montent une action de représailles contre la tribu bédouine voisine, responsable d'assassinats organisés de membres du kibboutz, et où tomberont 18 combattants originaires de Beït-Keshet. Cette opération se solde par 60 victimes parmi les Arabes et une centaine de blessés.
C'est aux environs de Beït-Keshet qu'a lieu l'opération Dekel décisive pour Israël, en juillet 1948.